# Мехмед II Ґерай

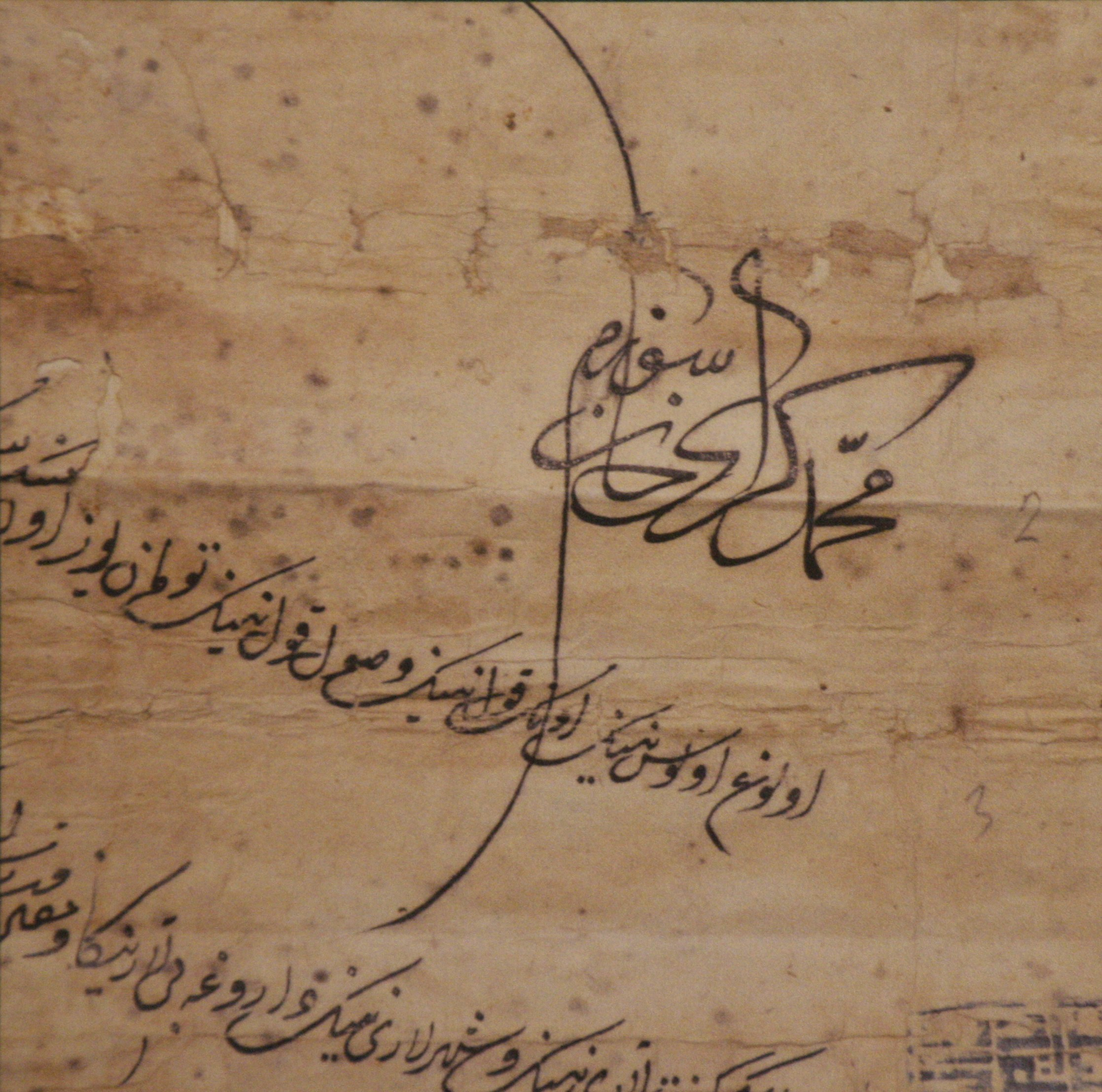
Тугра Мехмед II Ґерая

Мехмед II Ґера́й Гладкий (Семіз) (крим. II Mehmed Geray, 2 محمد كراى; Semiz Mehmed Geray, سمين محمد كراى; 1532—1584) — хан Криму в 1577—1584 роках з роду Гераєв. Син і спадкоємець Девлета I Ґерая.
Зустрічаються в літературі варіанти написання імені: Мехмед II Гірей, Мехмед II Ремзі, Мухаммед Гірей II, Магмет Гірей II, Магомет Гірей II, Мухаммед Гірай II, Магмет-Ґерей Калґа .
Наприкінці життя хан був настільки товстим, що не міг триматися у сідлі і пересувався у повозці. Отримав призвисько Semiz (тобто Гладкий). В російській історіографії традиційно прізвисько Семіз перекладають як Жирний.

## Біографія
Син Девлет I Ґерая і Айше-Фатьми Султан.
Мехмед Ґерай брав участь в численних військових кампаніях свого батька, кримського хана Девлет Ґерая, проти Московської держави і Речі Посполитої. У 1555 році після загибелі в битві під Судбіщамі свого старшого брата, калги-султана Ахмед Ґерая, Мехмед Ґерай отримав чин калги, співправителя і першого спадкоємця хана. У період правління свого батька Мехмед Ґерай займав пост калги (1555—1577 роки).
Влітку 1555 кримський хан Девлет Ґерей з 60-тисячним кримським військом вирушив у похід на південноруські землі. Однак моковський цар Іван Грозний з великим військом стояв на кордоні, готуючись відбити ворожий напад. Девлет Ґерей дійшов до Тули і рушив назад, але на зворотному шляху під Судбищами натрапив на 7-тисячне московитське військо під командуванням боярина Івана Васильовича Шереметєва. Ханзаде Мехмед Ґерай, залишений Девлет Ґераєм на час походу охороняти Крим, зі своїм загоном рушив на допомогу своєму батькові .
Взимку 1558 року калга Мехмед Ґерай на чолі великого кримського війська виступив з Перекопу в похід на південноруські землі, але висування московських полків на кордон змусило ханзаде відмовитися від запланованого вторгнення. Навесні 1563 році ханзаде Мехмед і Аділь Ґераї на чолі 10-тисячного війська здійснили новий рейд на прикордонні московського володіння, де розорили михайлівські, деділовскі і рязанські місця. У 1570 році Мехмед і Аділь Ґерай на чолі великого війська (50-60 тис. Чол.) здійснили набіг на рязанські і каширський місця. У 1571—1572 роках калга Мехмед Ґерай разом зі своїм батьком брав участь в двох великих походах на Московське царство.
У 1566 році калга Мехмед Ґерай з головними силами кримського війська виступив в похід на Угорщину, де разом з османською армією брав участь у військових діях проти австрійських Габсбургів [джерело не вказано 488 днів].
В кінці правління кримського хана Девлет Ґерая загострилися відносини між двома його старшими синами, калги Мехмед Ґераєм і Аділь Ґераєм. Між ними була «велика лайка». Аділь Ґерай, побоюючись свого брата, побудував на річці Калміус місто боли-Сарай, в якому оселився. Навколо нього стали групуватися ногайскі мурзи, незадоволені політикою кримських ханів. Тільки перед самою смертю хан Девлет Ґерай зміг примирити між собою старших синів.

### Правління
29 червня 1577 кримський хан Девлет I Ґерай помер в Бахчисараї. Після смерті свого 45-річний калга Мехмед Ґерай зайняв кримський ханський трон. Мехмед Ґерай призначив новим калгу свого брата Аділь Ґерая.
У тому ж 1577 році велике кримське військо на чолі з новим ханом Мехмед Ґераєм здійснила похід на прикордонні землі Речі Посполитої. Кримські татари розорили і випалили Волинь, отримавши великий викуп від польського короля за припинення свого походу. Під час набігу кримських татар і ногаїв захопили 35000 полонених, 40000 коней, 500000 корів, волів і овець, не рахуючи королівського викупу.
Влітку 1578 року османський султан Мурад III, який воював з Сефевідамі, наказав своєму васалу, кримському хану Мехмеду Ґераї, виступити у військовий похід на Закавказ. Сам Мехмед Ґерай відмовився взяти участь в перському поході і повідомив султанові, що нездоровий. За наказом хана в похід на Закавказзі виступило 20-тисячне кримське військо під командуванням калги Аділя Ґерая, шакал Мубарек Ґерая і Газі Ґерая. Замість себе Мехмед Ґерай надіслав свого старшого сина Саадет Ґерая, але потім за наказом батька повернувся до Криму. У листопаді 1578 року кримські ханзаде з військом прибули в Ширван, де з'єдналися з османським воєначальником Оздемір-оглу Османом пашею. Кримські татари розгромили і винищили 25-тисячне іранське військо під проводом ширванського беглярбека Арас-хана Румлу, яке стояло під стінами Шемаху. Слідом за тим османи і кримські татари рушили на південь в Муганский степ, де спустошили кочовища кизилбашського племені румлу. Кримці захопили безліч полонених, яких відвезли назад в Ширван. Незабаром з Карабаху в Ширван вторглася велика іранська армія під проводом Хамзи-мірзи, яка виступила назустріч кримцям. 28 листопада 1578 року в битві в містечку Моллахасан, на річці Аксу, кримські татари були вщент розгромлені переважаючими силами іранської армії. Сам калга Аділь Ґерай був поранений списом і взятий в полон. Іранці відібрали у кримців усю захоплену здобич. У липні 1579 року полонений кримський калга Аділь Ґерай був убитий в Казвін. Таким чином, перший похід кримських татар на Персію закінчився катастрофічною поразкою.
Влітку 1579 року за султанським наказом кримський хан Мехмед Ґерай зробив другий похід на сефевидский Іран. 100-тисячне кримське війське прибула в Ширван, де хана радісно зустрів в Дербенті османський головнокомандувач Осман-паша. Ханзаде Ґазі Ґерай, молодший брат хана, розбив іранців під Баку. Кримські татари знову окупували весь Ширван. Кримські кінні загони розсіялися по всьому Ширвану, грабуючи і захоплюючи місцевих жителів. Іранські війська під командуванням Мухаммеда халіфа були розгромлені, а останній убитий. Мехмед Ґерай стверджував, що прийшов мститися персам за вбитого брата. Кримський хан розташувався в Шемахе. Восени кримське військо, взявши величезну здобич і повівши тисячі жителів для продажу в рабство, покинула Ширван, залишивши османський гарнізон в Дербенті в самоті. Після відступу кримського хана кизилбаши знову оволоділи Ширвані. Кримський хан Мехмед Ґерай залишив в допомогу Осман-паші невеликий кримський загін під командуванням свого молодшого брата Ґазі Ґерая. Відступ кримського хана із Закавказзя викликало гнів султана і невдоволення великого візира.
Після смерті калги Аділь Ґерая, взятого в полон і убитого персами, кримський хан Мехмед Ґерай призначив калгою свого старшого сина Саадета Ґерая. Однак на посаду калги став претендувати ханзаде Альп Ґерай, як найстарший з молодших братів Мехмед Ґерая. Альп Ґерая підтримували молодші брати і деякі могутні кримські беї. Кримський хан Мехмед Ґерай наказав своєму брату Альп Ґерея очолити новий похід на Персію, але останній відмовився. Тоді хан задумав вбити молодшого брата, який відмовив коритися його наказам. Ханзаде Альп і Селямет Ґераї, посварившись з ханом, втекли з Криму. Вони вирушили до Стамбула, щоб поскаржитися султану на дії хана. Однак під час переправи через р. Дніпро ханзаде були захоплені українськими козаками і доставлені до Черкас. Полонені ханзаде звернулися з листом до польського короля, просячи, щоб він або пропустив їх в османські володіння, або дав їм військо і допоміг захопити владу в Криму. Мехмед Ґерай домагався видачі бунтівних братів. Кримський хан навіть пропонував козакам за видачу ханзаде 70-тисяч золотих монет і 400 атласних каптанів. Разом з посольством Речі Посполитої ханзаде Альп і Селямет Ґераї прибули до Стамбулу, де домоглися підтримки при султанському дворі. Тим часом великі кримські мурзи під керівництвом Алі-бея Ширина перейшли на сторону Альп Ґерая. Кримський хан дозволив бунтівним братам повернутися додому. Мехмед II Ґерай змушений був призначити новим калгою Альпа Ґерая. Саадет Ґерай, що втратив чин калги, отримав посаду нуреддіна і став другим спадкоємцем хана.
В 1580 році на кримське військо під командуванням ханзаде Ґазі Ґерая і Сафи Ґерая знову вторглося і розграбувало Ширван, розгромивши кизилбашське військо під проводом Салман-хана, беглярбека Ширвану. За допомогою кримських татар османський полководець Осман паша виступив з Дербента і зайняв Баку, залишивши там гарнізон. У містечка Маллахасан знову сталася битва головних кизилбашських сил з кримськими татарами, після чого ханзаде відступили в Дагестан. При наближенні великої іранської армії під командуванням Салман хана османський командир Осман паша з невеликим військом відступив в Дербент.
Навесні 1581 року відбулося четвертий похід кримського війська до Закавказзя. Ханзаде Ґазі Ґерай і Сафа Ґерай з кримськими татарами і османами вторглися в Ширван, де в битві між Шемахи і Шабраном були розгромлені іранським військом під проводом ширванського беглярбека Пейкер хана. Ґазі Ґерай, особисто очолив атаку, був узятий в полон.
Влітку 1582 року османський султан Мурад III в черговий раз зажадав від кримського хана виступити в похід на сефевидский Іран. Мехмед Ґерай скликав на раду всіх кримських беїв і мурз, які висловилися проти нового перського походу.
В кінці 1583 року через Ширван до Кефе прибув з військом османський воєначальник Оздемір оглу Осман паша. Султан наказав йому заарештувати бунтівного кримського хана і доставити його в Стамбул. Кримський хан запросив османського пашу на переговори в Ескі Кирим, але останній відмовився туди прибути.
У наступному 1584 році кримський хан Мехмед Ґерай, зібравши 40-тисячне військо, вирушив у похід на Кефе і блокував місто. Калга Альп Ґерай, що ворогував зі старшим братом і претендував на ханський престол, перейшов на бік Осман паші і прибув в Кефе. Осман паша заявив кримським беям, що їх новим ханом буде Альп Ґерай, а бунтівний Мехмед Ґерай буде усунутий. У відповідь Мехмед Ґерай заявив: «Я падишах, володар хутби і монети — хто може зміщувати і призначити мене?». Кримські беї, незважаючи на очікування Альп Ґерая, зберегли вірність своєму законному хану. Однак кефінський муфтій, до якого звернувся за підтримкою Мехмед Ґерай, виніс своє рішення не на користь кримського хана.

## Повалення та смерть
В 1551 году османский султан
Навесні 1584 року османський султан Мурад III скинув Мехмеда II Ґерая з престолу і призначив новим кримським ханом його молодшого брата Ісляма II Ґерая, який тривалий час проживав в османські володіннях. У травні того ж року Іслям Ґерай з загонами османських яничар приплив до Кефе. Кримський хан Мехмед II спробував організувати опір, але армія перейшла на бік нового правителя. Кримські беї на чолі з Алі-беєм Ширином не ризикнули противитися султанському указу і перейшли на бік нового хана Іслям Ґерая. Вірність Мехмеду зберегли тільки ногайскі мурзи з роду Мансуров. Великі кримські беї зі своїми загонами перейшли на сторону Іслям Ґерая і з'єдналися з османським військом.
Повалений кримський хан Мехмед II Ґерай, позбувшись підтримки знаті і війська, вирішив втекти з Криму в Ногайську орду, щоб там зібрати нові сили для продовження боротьби за владу. Мехмед Ґерай разом з синами Саадетом, Мурадом і Сафою, супроводжувані мансурськими беями, втік з-під Кефе. У погоню за ханом кинулися його молодші брати, ханзаде Альп, Селямет і Мубарек Ґераї з кримськими загонами. Мехмед II Ґерай відрізнявся огрядним статурою, за що отримав прізвисько «Жирний» або «Огрядний» (кримськотат. Semiz). При Мехмеді II в Криму була введена посада нуреддина. В околицях Перекопу (Ор-Капи) Мехмед Ґерай був наздогнанний і вбитий своїм братом, калгою Альпом Ґераєм. Тіло покійного кримського хана привезли до Криму і поховали в дюрбе в Ескі-Юрті.
Похований в Бахчисараї, в дюрбе Трьох ханів.

## Сім'я
Дружини
- Махдум Султан
- Хан-Токтай Султан

Сини
- Ханзаде Саадет — мати Махдум султан
- Ханхаде Мурад Ґерай — мати Хан-Токтай Султан
- Ханзаде Сафа Ґерай — мати Махдум султан

Дочки
- Ісаян Султан
- Девлет Султан